# Сколько весит троянский конь?
Сколько весит троянский конь? — польская романтическая комедия Юлиуша Махульского 2008 года.
Мировая премьера состоялась 15 декабря 2008 года в кинотеатре Multikino (торговый комплекс Złote Tarasy в Варшаве). Именно тогда режиссёр фильма Юлиуш Махульский объявил, что посвятит свою последнюю картину покойному отцу Яну Махульскому .

## Сюжет
Главная героиня — психолог Зося Альбрехт-Радецка (Илона Островская), которая после неудачного брака с Дареком Альбрехтом (Роберт Венцкевич) вышла замуж во второй раз за Якуба (Кубу) Радецкого (Мацей Марчевский), с которым живёт в счастливом браке. У Зоси есть дочь от первого брака, 12-летняя Флорентина (Сильвия Дзиорек).
Действие фильма начинается в день 40-летия Зося, в канун Нового 1999 года. Зося зла на судьбу, что не встретила Якуба до того, как забеременела от Дарека. На могиле любимой бабушки она опрометчиво загадывает желание: ей хочется вернуться в прошлое, чтобы по-другому устроить свою жизнь.
Желание сбывается. Зося просыпается на свои именины 15 мая 1987 года. Она почти на 13 лет моложе, Флорка ещё не родилась, бабушка Зоси ещё жива, а Польша по-прежнему является Польской Народной Республикой. Ей страшно увидеть в своей постели Дарека, с которым она развелась. Она думает, что это просто дурной сон, но когда она понимает, что её забросило назад во времени, она решает действовать. Зная будущее, он меняет ход событий. Она защищает любимую бабушку от несчастного случая со смертельным исходом, а друга — от неудавшихся отношений. Но главная проблема — ей не хочется продолжать опостылевший брак с Дареком, но при этом хочется сохранить Флорку, и при этом как можно скорее связаться с Кубой. Но Куба до сих пор женат на избалованной Лидке. Когда она возвращается в наши дни после многих превратностей, она узнаёт, что в новой реальности её дочь Флорка по-прежнему существует, она беременна от Кубы, а её любимая бабушка всё ещё жива.

## В ролях
- Илона Островская — Зося Альбрехт-Радецка
- Мацей Марчевский — Куба Радецкий, второй муж Зоси
- Роберт Венцкевич — Дарек, первый муж Зоси
- Данута Шафлярска — бабушка Зоси (Станислава Звежинская)
- Сильвия Дзиорек — Флорка, дочь Зоси и Дарека
- Катаржина Квятковская — Марта
- Майя Осташевская — Лидка, первая жена Кубы
- Ян Мончка — администратор отеля (в 1987 г.)
- Здислав Рихтер — меняла перед отелем «Европейский»
- Кшиштоф Киршновский — слесарь (в 1987 г.)
- Михал Зелиньски — Юрек
- Томаш Шимшайнер — молодой Дональд Туск, эпизод в поезде (1987 г.)
- Магдалена Валигорска — Жанета, любовница Дарека
- Вероника Ксинькевич — соседка Зоси и Дарека
- Малгожата Бучковская — подруга Зоси
- Паулина Хольц — как беременная аптекарша
- Агнешка Восиньска — адвокат
- Александр Трэбчинский — мотоциклист, муж менеджера DPT в Сопоте
- Яцек Боркух — директор «Визы на 48 часов»
- Ярослав Сокол — редактор Skuch
- Артур Янусяк — врач
- Пшемыслав Блущ — военный

## Театральная касса
В первые выходные после выхода на экран сеансы в кинотеатре посетили 154 751 человек. Этот результат ставит фильм на 9-е место в списке лучших дебютов 2008 года и на 3-е место среди польских фильмов этого года. В первые выходные «Сколько весит троянский конь?» показали в кинотеатрах тиражом 117 копий, то есть в среднем 1323 зрителя на копию фильма.